# Sonnenröschen-Grünwidderchen
Das Sonnenröschen-Grünwidderchen (Adscita geryon) ist ein Schmetterling (Nachtfalter) aus der Familie der Widderchen (Zygaenidae).

## Merkmale
Die Falter erreichen eine Flügelspannweite von ca. 20 Millimetern. Sie haben goldgrün glänzende Vorderflügel, deren Spitze stumpf ausgeführt ist. Sie haben einen leicht hellen, gefransten Saum. Ihre Hinterflügel sind schwarzgrau. Die Fühler der Männchen sind im Gegensatz zu den fadenförmigen der Weibchen stark gekämmt und haben an der Spitze etwas dickere Segmente.
Die Raupen werden ca. 12 Millimeter lang. Sie haben am Rücken eine hellgraue Linie, die an den Rändern dunkel ist, neben dieser je eine breite, gelbliche oder weiße Längslinie, die zur Seite hin scharf dunkel abgegrenzt ist und an den Seiten eine weitere, rötlich braun gefärbte Längsbinde. Sie haben zahlreiche, kurze, weiße Haare.

## Vorkommen
Die Tiere kommen in Süd- und Mitteleuropa, östlich bis in die Türkei und in England vor. Sie leben auf warmen Trockenrasen und alpinen Matten bis in eine Höhe von 2.400 Metern. Sie sind selten und vielerorts nicht vorkommend, kommen aber in den Alpen gelegentlich noch häufig vor. Die Falter saugen gerne an Händelwurzen (Gymnadenia).

## Lebensweise

### Flugzeiten
Die tagaktiven Falter fliegen jährlich in einer Generation im Juli.

### Nahrung der Raupen
Die Raupen wurden bisher ausschließlich an Gelbem Sonnenröschen (Helianthemum nummularium) gefunden, da sie aber in der Zucht auch Blutroten Storchschnabel (Geranium sanguineum) und andere Storchschnäbel fressen, kann davon ausgegangen werden, dass sie auch an diesen Pflanzen zu finden sind.

## Entwicklung
Die Weibchen legen ihre Eier in Grüppchen an der Unterseite der Blätter der Futterpflanzen ab. Anfangs leben die Raupen als Minierer in den Blättern, nach der zweiten Häutung schaben sie die Blätter ab um später schließlich das ganze Blatt zu fressen. Sie überwintern und verpuppen sich im Frühjahr in einem lockeren, weißen Gespinst.

## Gefährdung und Schutz
- Rote Liste BRD: 3 (gefährdet)[1]